# 伊萨菲亚扎拜尔
伊萨菲亚扎拜尔是冰岛西峽灣區的市镇。市镇面积为2,379平方公里，人口数量为3,864人（2023年）。市镇内主要聚居地为伊萨菲厄泽。